# 桑吉連高原
桑吉連高原是俄羅斯的高地，位於圖瓦共和國東南部，長230公里、寬120公里，海拔高度1,800至2,000米，最高點海拔高度3,276米，蘊藏石英岩、石墨、黃金等礦產。